# Stazione di Nera Montoro
La stazione di Nera Montoro è una stazione ferroviaria a servizio della frazione di Nera Montoro in comune di Narni; la stazione si trova sulla linea ferroviaria Roma-Ancona.

## Storia
La stazione venne costruita negli anni trenta del Novecento per essere usata prevalentemente come scalo merci (oggi inesistente) a causa della presenza di numerose industrie chimiche.
Nel 1997, in occasione dei lavori per il raddoppio della linea ferroviaria, la stazione venne interessata da importanti lavori di potenziamento infrastrutturale: i binari vennero aumentati da due a quattro, rialzate le banchine e ristrutturato completamente il fabbricato viaggiatori.

## Infrastrutture ed impianti
La stazione è gestita da Rete Ferroviaria Italiana. Il fabbricato viaggiatori si compone su due livelli; da esso si diramano simmetricamente due altri corpi ad un solo piano. La maggior parte del fabbricato è chiusa, ad eccezione dell'ala destra dove trovano posto la biglietteria automatica e la sala d'attesa. Il corpo centrale e l'ala sinistra ospitano gli uffici tecnici di RFI.
Vicino al fabbricato viaggiatori si trova un alloggio per gli operai.
Il piazzale si compone di quattro binari:
- Binario 1: viene usato per le eventuali precedenze fra i treni che devono proseguire verso Orte.
- Binario 2: è un binario di corsa dove fermano i treni in direzione Falconara.
- Binario 3: è un binario di corsa dove fermano i treni in direzione Orte.
- Binario 4: attualmente tolto d’opera, veniva usato per le eventuali precedenze fra i treni che dovevano proseguire verso Falconara.

## Servizi
Nella stazione, che RFI classifica nella categoria "Bronze", sono disponibili i seguenti servizi:
- Biglietteria self-service (solo biglietti regionali) attiva 24/24 h.
- Sala di attesa
- Servizi igienici

## Movimento
Il servizio viaggiatori è espletato da Trenitalia e da Busitalia.